# Euproctis araucaria
Euproctis araucaria är en fjärilsart som beskrevs av Collenette 1955. Euproctis araucaria ingår i släktet Euproctis och familjen tofsspinnare. Inga underarter finns listade i Catalogue of Life.